# Rathaus Reundorf (Lichtenfels)

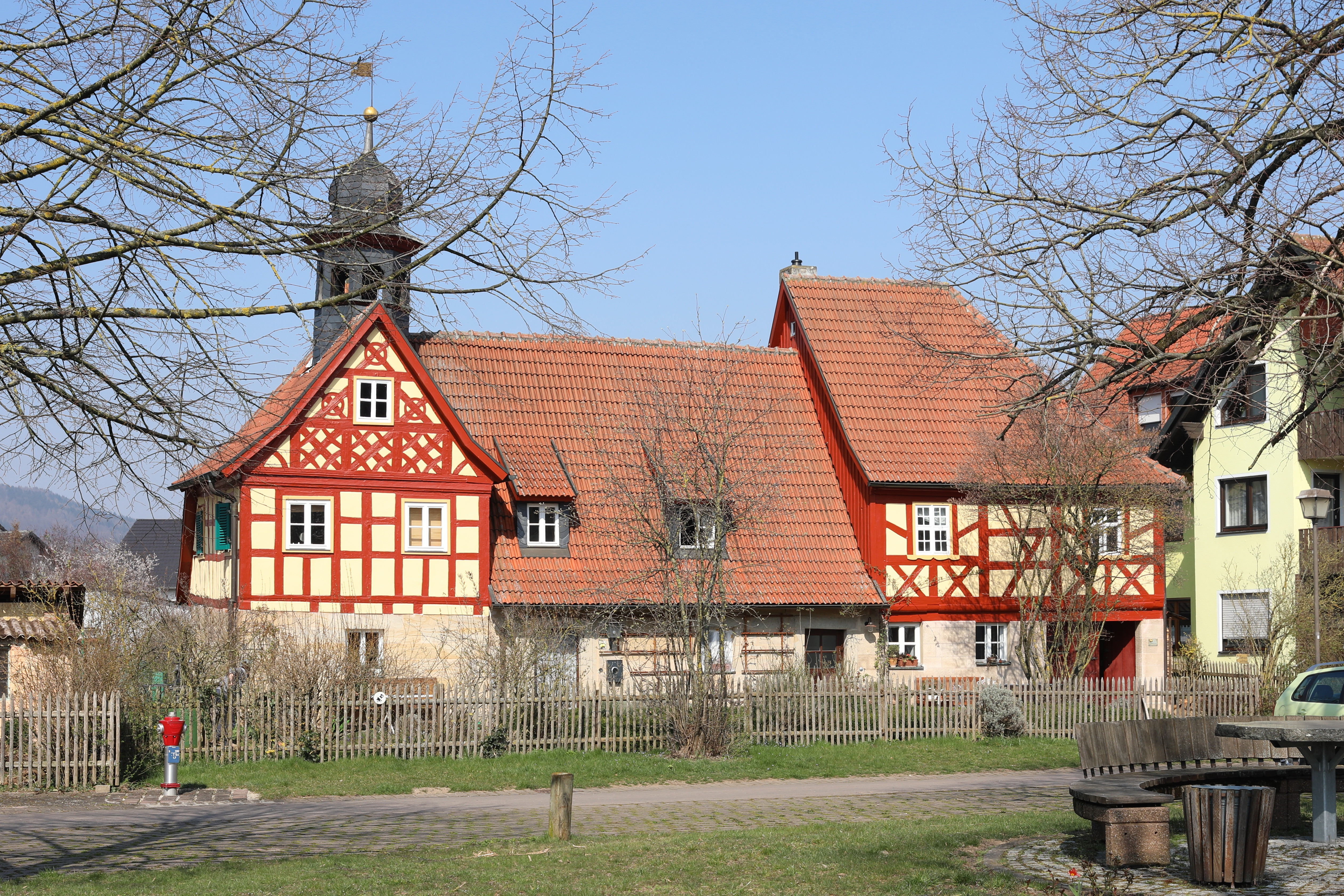
Ehemaliges Rathaus in Reundorf

Das Rathaus in Reundorf, einem Stadtteil von Lichtenfels im oberfränkischen Landkreis Lichtenfels in Bayern, wurde 1701 errichtet. Das ehemalige Rathaus am Christ-König-Platz 7 ist ein geschütztes Baudenkmal. 
Der zweigeschossige Walmdachbau mit Fachwerkobergeschoss hat einen Zierfachwerkgiebel. Der sechseckige, offene Dachreiter mit Haube und Dachknauf wurde im Jahr 1732 aufgesetzt.